# Le Beausset
 Le Beausset  es una población y comuna francesa, en la región de Provenza-Alpes-Costa Azul, departamento de Var, en el distrito de Toulon y cantón de Le Beausset.

## Demografía
| 2320 | 2722 | 2992 | 5327 | 7114 | 7723 |
| Para los censos de 1962 a 1999 la población legal corresponde a la población sin duplicidades (Fuente: INSEE [Consultar]) |      |      |      |      |      |